# Bernhard Andreas von Heim

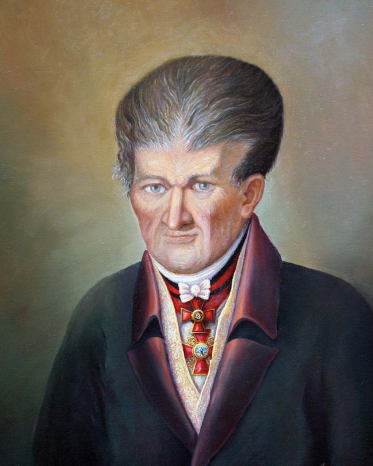
Bernhard Andreas von Heim (Universität Moskau, Rektorengalerie)

Bernhard Andreas von Heim, auch Johann Andreas von Heim, (russisch Бернгард Андреас Гейм, Иван Андреевич Гейм; * 1759 in Braunschweig; † 16. Oktoberjul. / 28. Oktober 1821greg. in Moskau) war ein deutsch-russischer Universalgelehrter und Rektor der Universität Moskau (MGU).

## Leben
Heims Vater war der Hofarzt des Herzogs Carl I. von Braunschweig-Wolfenbüttel. Heim studierte an den Universitäten Helmstedt und Göttingen. 1779 ging er auf Einladung des Gutsherrn Adrian Adrianowitsch Lopuchin nach Russland, um als Hauslehrer dessen Sohn zu erziehen.
1781 wurde Heim Lektor am Lehrstuhl für Deutsche Sprache und klassische Altertümer der MGU. 1784 wurde er außerordentlicher Professor und als Inspektor Leiter des Adelspensionats der MGU, an dem er Geschichte und Geographie unterrichtete. Einer seiner Schüler war Alexei Petrowitsch Jermolow. 1786 wurde er ordentlicher Professor am Lehrstuhl für allgemeine Geschichte, Statistik und Geographie der MGU. Er schuf eine Russische Sprachlehre für Deutsche (1789) und ein Russisch-Französisch-Deutsch-Wörterbuch (1799–1802), die viele Neuauflagen erlebten. Das Wörterbuch wurde sogar in Kalkutta nachgedruckt. Auf Anweisung Kaiserin Maria Fjodorownas wurde Heim Inspektor des neuen Instituts für adlige Mädchen des Ordens der Heiligen Katharina, das er auch eröffnete.
Als einer der ersten Statistiker in Russland fertigte Heim eine detaillierte topographische und statistische Beschreibung des russischen Staates mit über 1000 Seiten an, die 1789 in Göttingen erschien und die Aufmerksamkeit der Kaiserin Katharina II. erregte. Ab 1804 leitete Heim den dem neuen Universitätsstatut entsprechend neu eröffneten Lehrstuhl für Geschichte, Statistik und Geographie des russischen Kaiserreiches der MGU. Einer seiner Schüler war der Dekabrist Nikolai Iwanowitsch Turgenew. Auch hielt Heim eine Statistik-Vorlesung an der Moskauer Militärkolonnenführerschule. Er blieb in Kontakt mit den Wissenschaftlern in Deutschland. Er korrespondierte mit Christian Gottlob Heyne und August Ludwig von Schlözer und sorgte für Studienaufenthalte russischer Studenten in Göttingen. Er gab 1811–1812 die Moskowische Zeitung heraus, die eine der ersten Zeitungen für die deutsche Gemeinde in Moskau war.
1805 wurde Heim zum ersten Dekan der neuen Fakultät für Literaturgeschichte gewählt (bis 1808 und 1819–1820). 1808 wurde er als Nachfolger Fjodor Grigorjewitsch Bauses zum Rektor der MGU gewählt. Dabei war Heims Nähe zum Kurator Graf Alexei Kirillowitsch Rasumowski günstig, auf dessen Landsitz Heim den Katalog der persönlichen Bibliothek Rasumowskis bearbeitet hatte. 1809 wurde auf Vorschlag Rasumowskis Heims Amtszeit von einem auf drei Jahre verlängert, was Vorbild für eine dreijährige Amtszeit der Rektoren der russischen Universitäten wurde.
Während des Französisch-Russischen Krieges 1812 übernahm Heim die schwere Aufgabe, die MGU aus Moskau zu evakuieren. Besondere Schwierigkeiten bereiteten die unsinnigen Anweisungen des Kurators Pawel Iwanowitsch Golenischtschew-Kutusow und die mangelnde Unterstützung durch den Moskauer Generalgouverneur Fjodor Wassiljewitsch Rostoptschin. Immerhin gelang es ihm nach dem Abtransport der wertvollsten Sammlungen und Geräte der MGU, Pferde zu beschaffen, um mit den Professoren und Studenten 10 Stunden vor dem Einzug der Grande Armée Moskau verlassen zu können. Nach 18 Tagen ohne Geld und Vorräte erreichte der MGU-Treck Nischni Nowgorod, wo sie im Gouvernementsgymnasium unterkommen konnten. Unmittelbar nach dem Abzug der Grande Armée schickte Heim den Kandidaten der MGU Tit Alexejewitsch Kamenezki nach Moskau, um die momentanen Probleme zu bewältigen. Ende 1812 leitete Heim selbst die Interimskommission zur Regelung der Universitätsangelegenheiten und schonte nicht die Kräfte für die Wiederherstellung der Universität. Als er von der Rettung seiner persönlichen Bibliothek vor dem Brand erfahren hatte, übergab er sie der Universität, wo sie der Grundstock für eine neue Büchersammlung war.
Dank der Bemühungen Heims konnte der Studienbetrieb der MGU im August 1813 wieder aufgenommen werden. Heim legte großen Wert auf die Gründung neuer Universitätsmuseen und die Bibliothek mit Ergänzung durch ein Universitätsarchiv. Im September 1814 wurde er zum Bibliothekar der MGU gewählt. Er leitete die Bibliothek und führte ein modernes Katalogsystem ein. 1819 gab Heim aus Gesundheitsgründen das Rektorenamt auf, lehrte aber weiter. Sein Nachfolger als Rektor der MGU wurde Anton Antonowitsch Prokopowitsch-Antonski.
Heim wurde auf dem Moskauer Wwedenskoje-Friedhof begraben. Der mit Mitteln seiner Studenten aufgestellte Grabstein erhielt die deutsche Inschrift Dem Wohlthäter und Lehrer von dankbaren Schüler.
In dem Roman Kwest Boris Akunins kommt Heim als Iwan Andrejewitsch Golm vor.

## Ehrungen
- Orden des Heiligen Wladimir III. Klasse, II. Klasse
- Russischer Orden der Heiligen Anna II. Klasse
- Sankt-Stanislaus-Orden

## Werke (Auswahl)
- Географическая таблица Европы. Moskau 1787.
- Versuch einer vollständigen geographisch-topographischen Encyclopädie des Russischen Reichs nach alphabetischer Ordnung. Göttingen 1789.
- Russische Sprachlehre für Deutsche. Riga 1794.
- Deutsch-russisches und russisch-deutsches Wörterbuch. Erster deutsch-russischer Theil. Riga 1795.
- Versuch einer vollständigen geographisch-topographischen Encyclopädie des Russischen Reichs nach alphabetischer Ordnung. Moskau 1799.
- Russisches Lesebuch, oder Auswahl prosaischer und poetischer Aufsätze aus den besten russischen Schriftstellern. Livre de lecture russe. Riga 1805.
- Deutsch-russisch-französisches Taschen-Wörterbuch. Riga, Leipzig 1805.
- Статистика соединенных Великобританского и Ирландского королевств. Опыт новой издаваемой статистики. Moskau 1811.
- Первоначальные основания новейшего всеобщего землеописания. Moskau 1813.